# Ossos
Ossos è un film del 1997 diretto da Pedro Costa. 
Il film ha vinto il premio per la migliore fotografia alla Mostra del Cinema di Venezia del 1997.